# 3234 Hergiani
3234 Hergiani este un asteroid din centura principală, descoperit pe 31 august 1978 de Nikolai Cernîh.